# Beckton (DLR)
Pour les articles homonymes, voir Beckton.
Beckton (en anglais : Beckton DLR station), est une station, terminus de la branche est Canning Town - Beckton, de la ligne de métro léger automatique Docklands Light Railway (DLR), en zone 3 Travelcard. Elle  est située sur la Woolwich Manor Way, à Beckton dans le borough londonien de Newham sur le territoire du Grand Londres.

## Situation sur le réseau

Plan de la ligne du métro léger DLR.

Située en surface, Beckton est une station, terminus de la branche est Canning Town - Beckton, de la ligne de métro léger Docklands Light Railway, elle est établie après la station Gallions Reach (DLR) (s'intercale le dépôt DLR de Beckton),. Elle est en zone 3 Travelcard.
Station terminus, elle dispose des deux voies de la ligne encadrant 1 quai central. Elle dispose d'appareils de voie permettant le passage des rames d'une voie à l'autre.

## Histoire
La station terminus de Beckton est mise en service le 28 mars 1994, lors de l'ouverture de la prolongation de Poplar à Beckton, dite branche est Canning Town - Beckton du Docklands Light Railway (DLR).
En 2016, la fréquentation de la station est de 2,569 millions d'utilisateurs.

## Services aux voyageurs

### Accès et accueil
La passerelle qui permet d'accéder au quai central de la station est accessible par la Woolwich Manor Way.

### Desserte
La station terminusBeckton DLR est desservie par les rames des relations : Stratford International - Beckton et Tower Gateway - Beckton,.

Installations et desserte
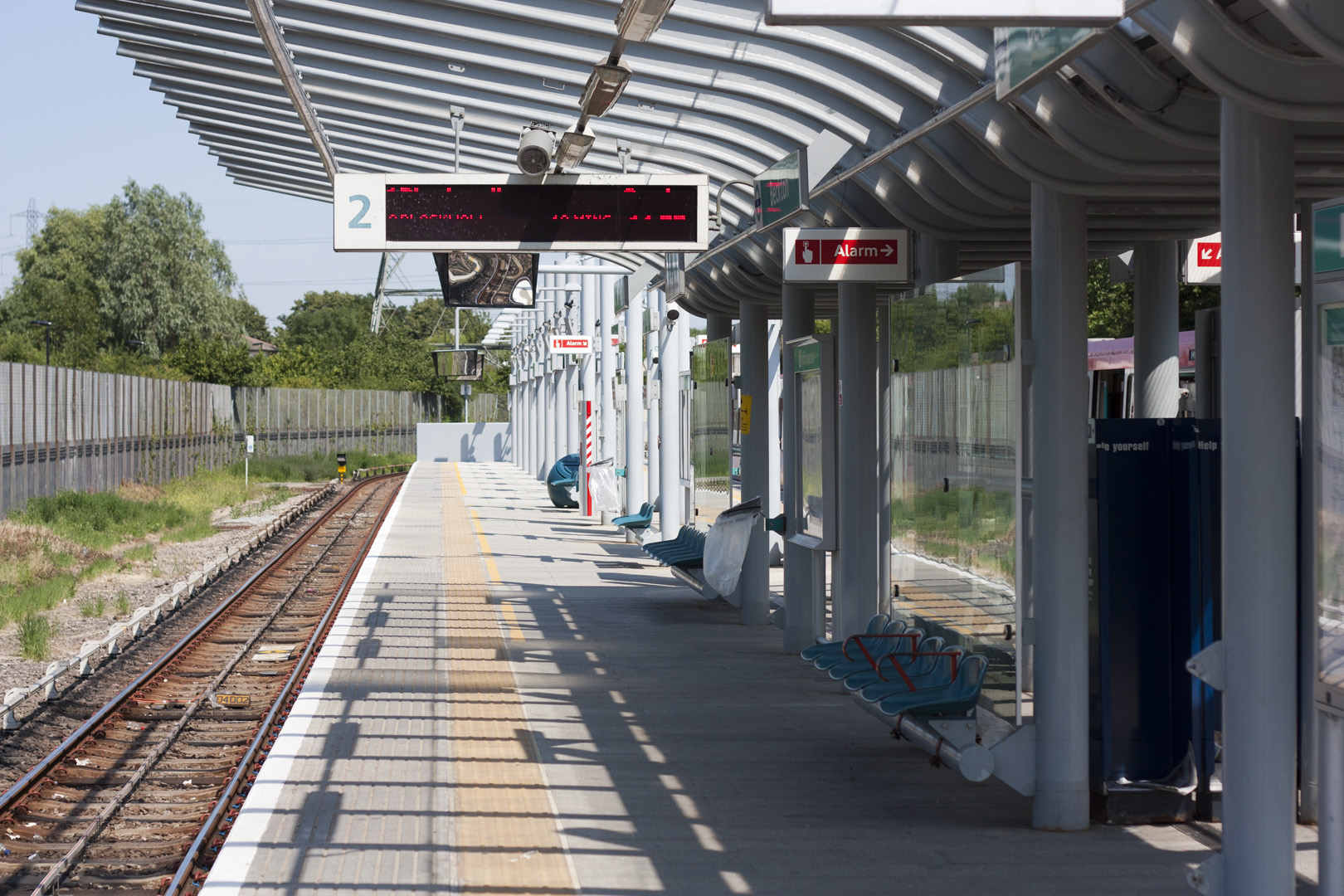
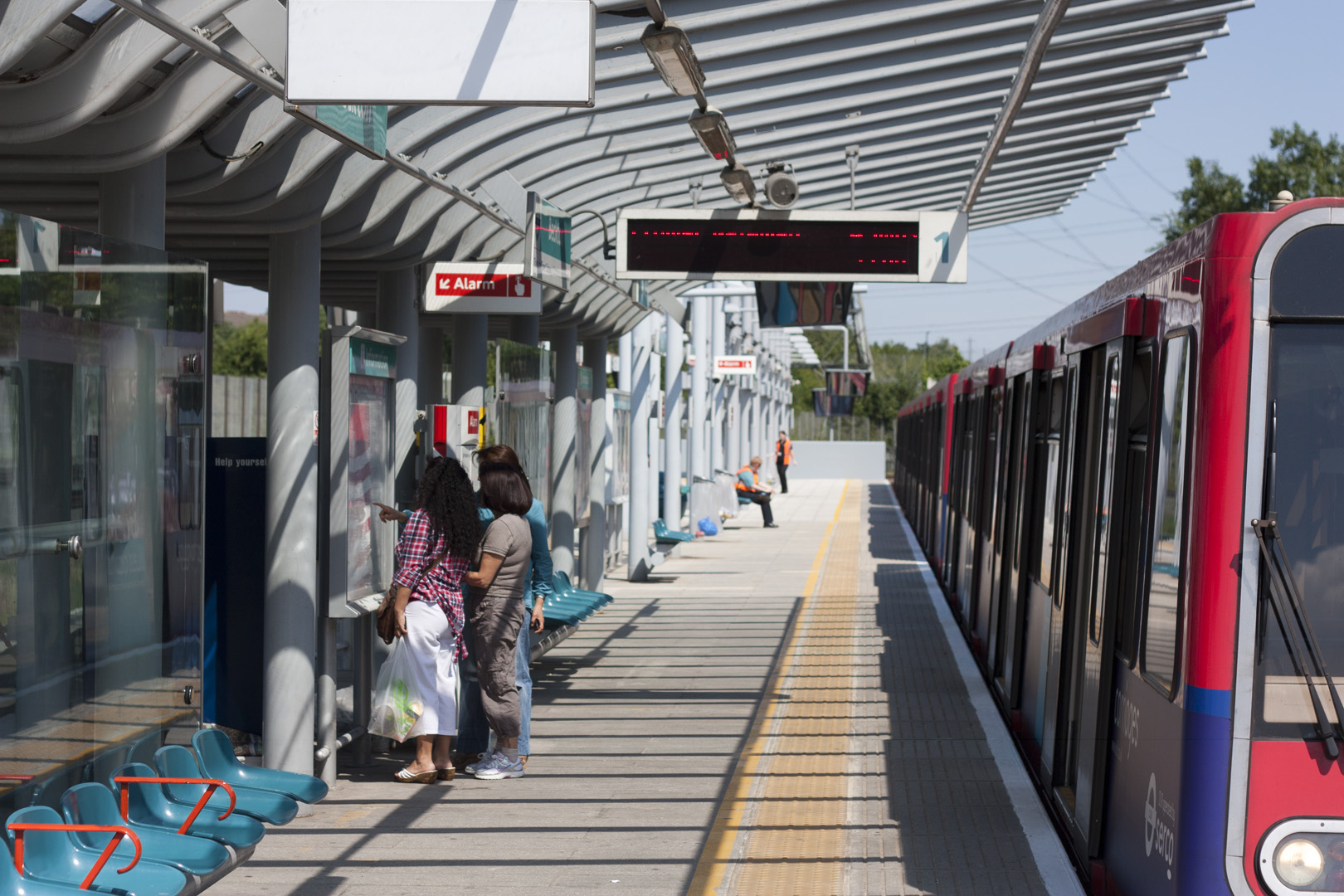
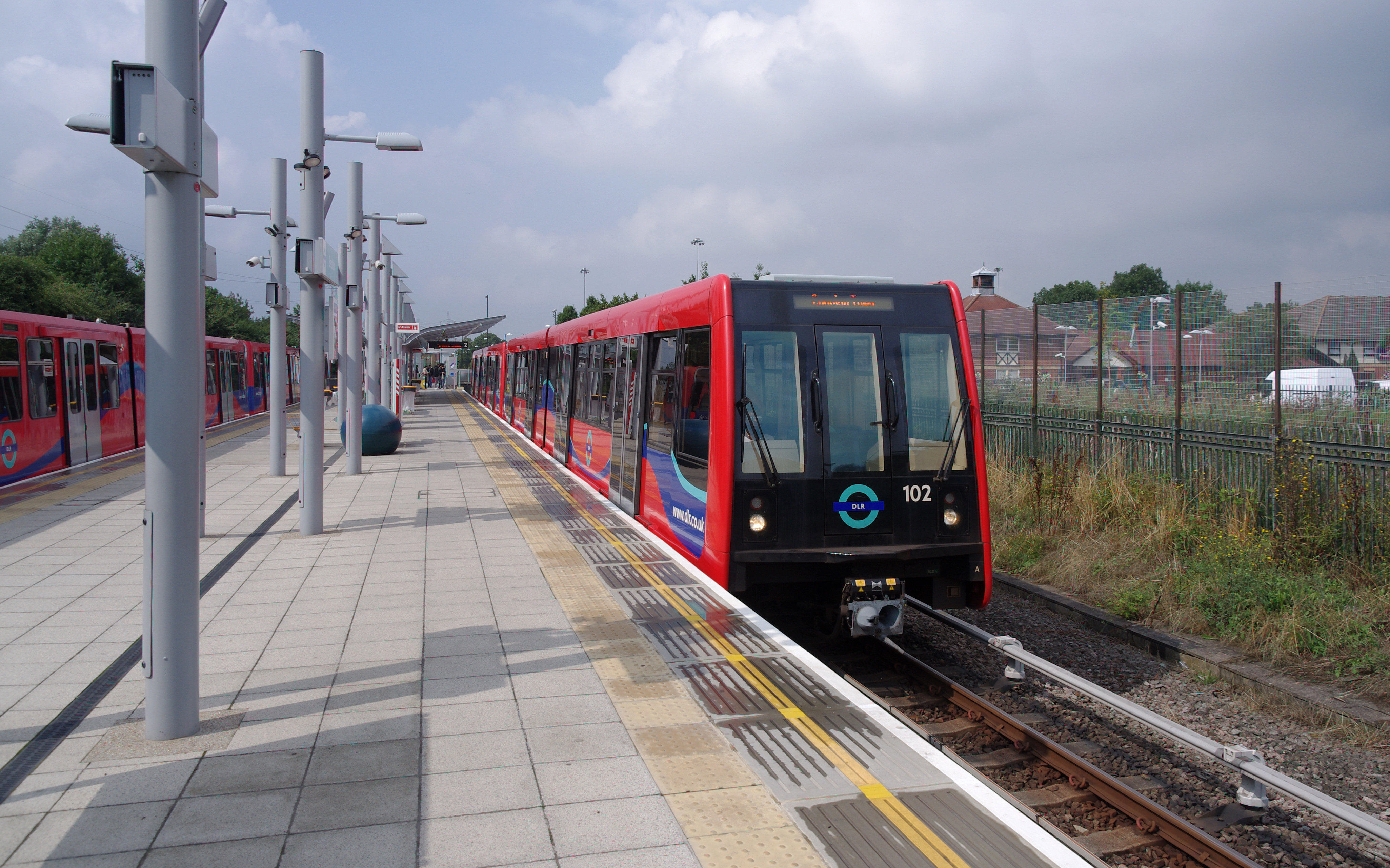

### Intermodalité
À proximité, un arrêt de bus est desservi par les lignes : 101, 262, 366, 376, 474, 678 et N551.

## À proximité
- Beckton